# Hardo Brückner
Hardo Brückner (* 11. November 1910 in Abbazzia, Istrien; † 1991 oder 1992) war ein deutscher Finanzbeamter und Diplomat, der unter anderem zwischen 1964 und 1971 Leiter der Handelsvertretung in der Volksrepublik Ungarn sowie von 1971 bis 1973 Botschafter der Bundesrepublik Deutschland in Zaire war.

## Leben
Brückner, Sohn von Professor Ernst Brückner, studierte nach dem Besuch des Öffentlichen Gymnasiums der Stiftung Theresianische Akademie, des sogenannten „Theresianum Wien“, und der Alten Handelsakademie, Staats- und Rechtswissenschaften an der Universität Wien. Er legte das Erste und Zweite juristische Staatsexamen ab. Ferner erfolgte dort seine Promotion zum Doktor beider Rechte. 1935 trat er als Beamter in das Finanzamt Wien ein und wechselte 1939 zum Finanzamt Bremen, wo 1940 seine Beförderung zum Regierungsrat erfolgte. Während des Zweiten Weltkrieges diente er von 1941 bis 1945 als Soldat in der Wehrmacht. Nach Kriegsende wurde er 1945 Regierungsrat im Oberfinanzpräsidium Bremen, ehe er zwischen 1947 und 1950 als Oberregierungsrat und Persönlicher Referent beim Senator für Finanzen Bremen Wilhelm Nolting-Hauff tätig war.
Im Anschluss wechselte Brückner 1950 in den höheren Auswärtigen Dienst und war zunächst Referent in der Politischen Abteilung, wechselte aber kurze Zeit später zur Dienststelle der Bundesregierung in Saarbrücken, die 1956 in Bevollmächtigter der Bundesregierung im Saarland umbenannt wurde. Dort war er bis 1959 als Leiter der Dienststelle des Auswärtigen Amtes im Range eines Vortragenden Legationsrates tätig. In dieser Funktion war er auch Leiter der deutschen Delegation bei Verhandlungen mit den westalliierten Siegermächten über die Rückgabe von deutschem Archivgut nach dem Zweiten Weltkrieg.
Danach war Brückner zwischen 1960 und 1964 als Botschaftsrat Ständiger Vertreter des Botschafters in Südafrika. Im Anschluss war er als Botschaftsrat Erster Klasse zwischen 1964 und 1971 Leiter der Handelsvertretung in der Volksrepublik Ungarn. Zuletzt wurde er 1971 Botschafter der Bundesrepublik Deutschland in Zaire und bekleidete diesen Posten bis zu seinem vorzeitigen Eintritt in den Ruhestand 1973, woraufhin Karl Döring sein dortiger Nachfolger wurde.

## Veröffentlichungen
- mit Irmgard Brückner: Vom Antlitz Amerikas. Wiener Katholische Akademie, 1982.
- mit Peter Butelezi: Einiges über Land, Bewohner und Kirche in Südafrika. Wiener Katholische Akademie, 1986.